# Nexø Museum
Nexø Museum är ett lokal- och militärhistoriskt museum för Nexø stad på Bornholm i Danmark. Museet finns i ett av de äldsta husen i staden, beläget vid hamnen i Nexø. Museet presenterar bland annat ortens historia som fiskeläge, berättelser från det östbornholmska ångbåtssällskapet, bryggerihistoria, en permanent utställning av Nexø under den tyska ockupationen av Bornholm under andra världskriget samt ryssarnas bombningar av Nexø i maj 1945. Bland utställningsföremålen finns många vapen, bland annat en luftvärnskanon, som använts på Christiansø.

## Byggnaden
Museet finns i en byggnad från 1796, som ursprungligen härbärgerade Nexø Vakt, med fyra män från Nexøe Borgercompagnie som fram till 1843 höll ständig vakt över området. Det låg tidigare en annan byggnad på samma plats, som bedömdes vara i alltför dåligt skick för att kunna restaureras. Byggnaden har också fungerat som rådhus. Rådhuset flyttade 1856 till en nyare byggnad på Köpmansgatan. Huset byggdes till med en våningsplan omkring 1890. Huset har dessutom använts som tingshus. På källarvåningen fanns en fängelse, varav delar har bevarats. Huset har i perioder använts som lager.
Huset är uppfört av sandsten från Frederiks stenbrott, som påbörjade sin verksamhet 1754 strax norr om Nexø. Museiverksamheten upptar husets samtliga fyra våningsplan, som sammanbinds genom spiraltrappor.

## Bildgalleri

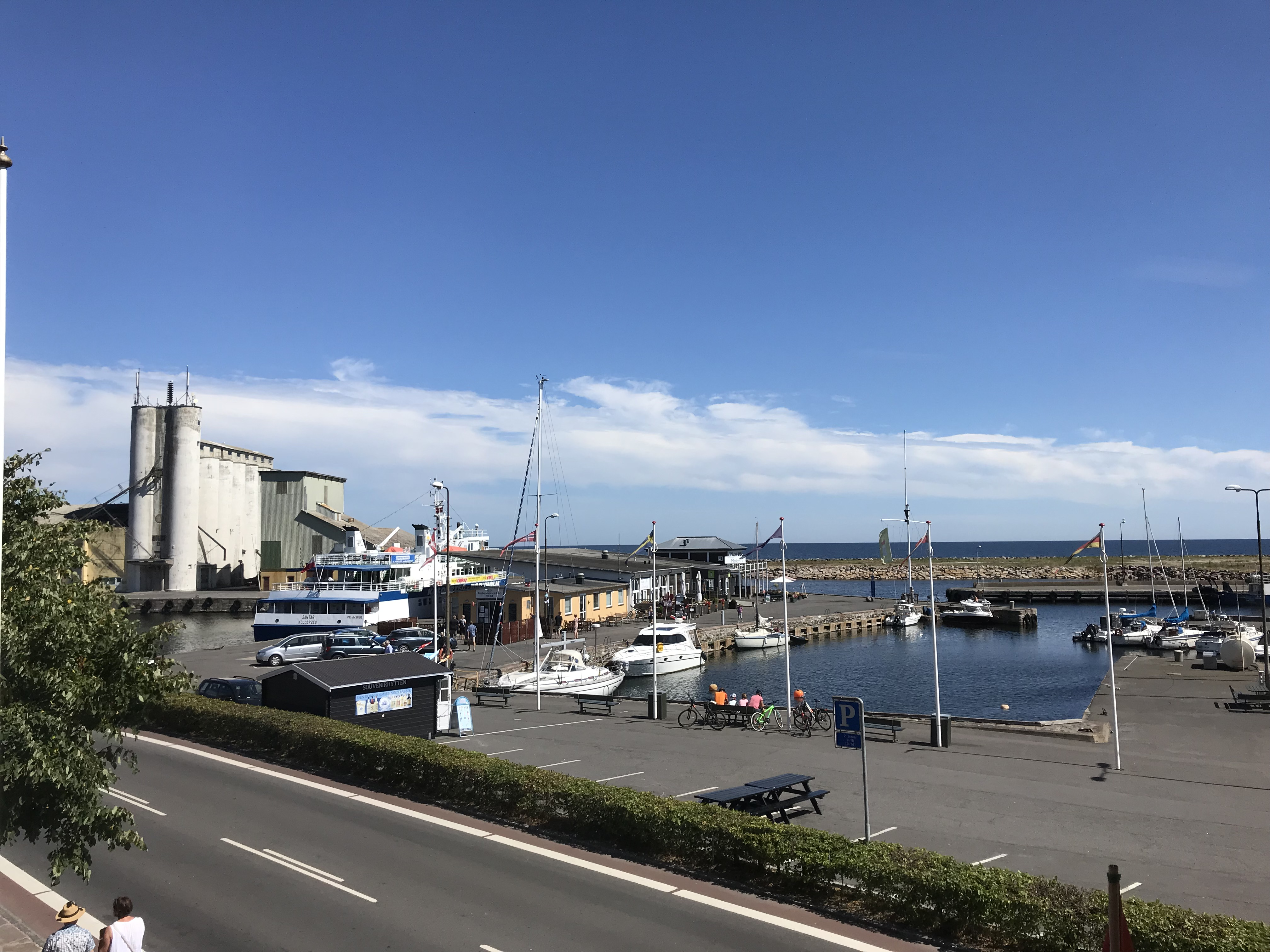
Utsikten mot Nexø hamn
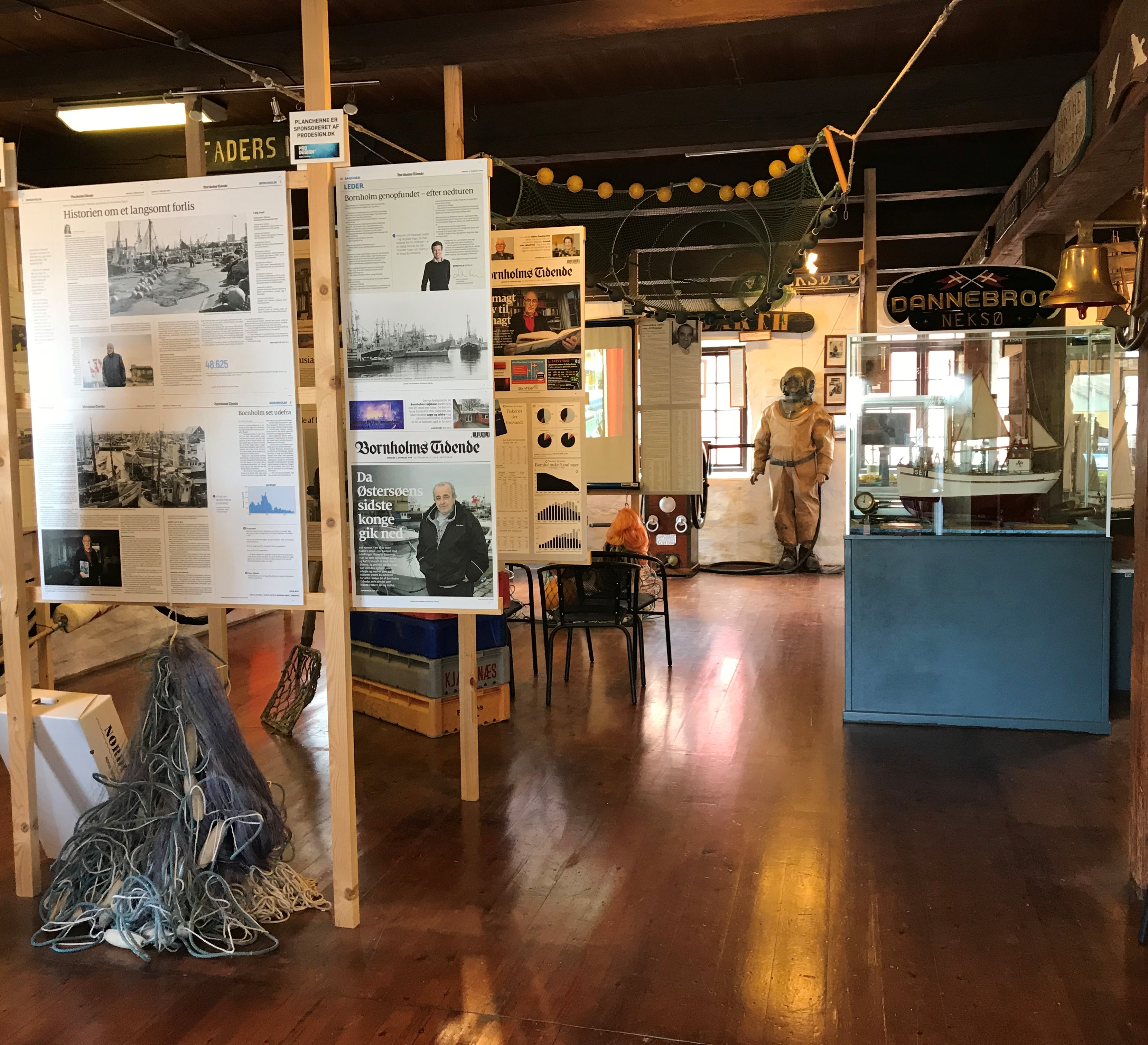
Interiör på entréplan
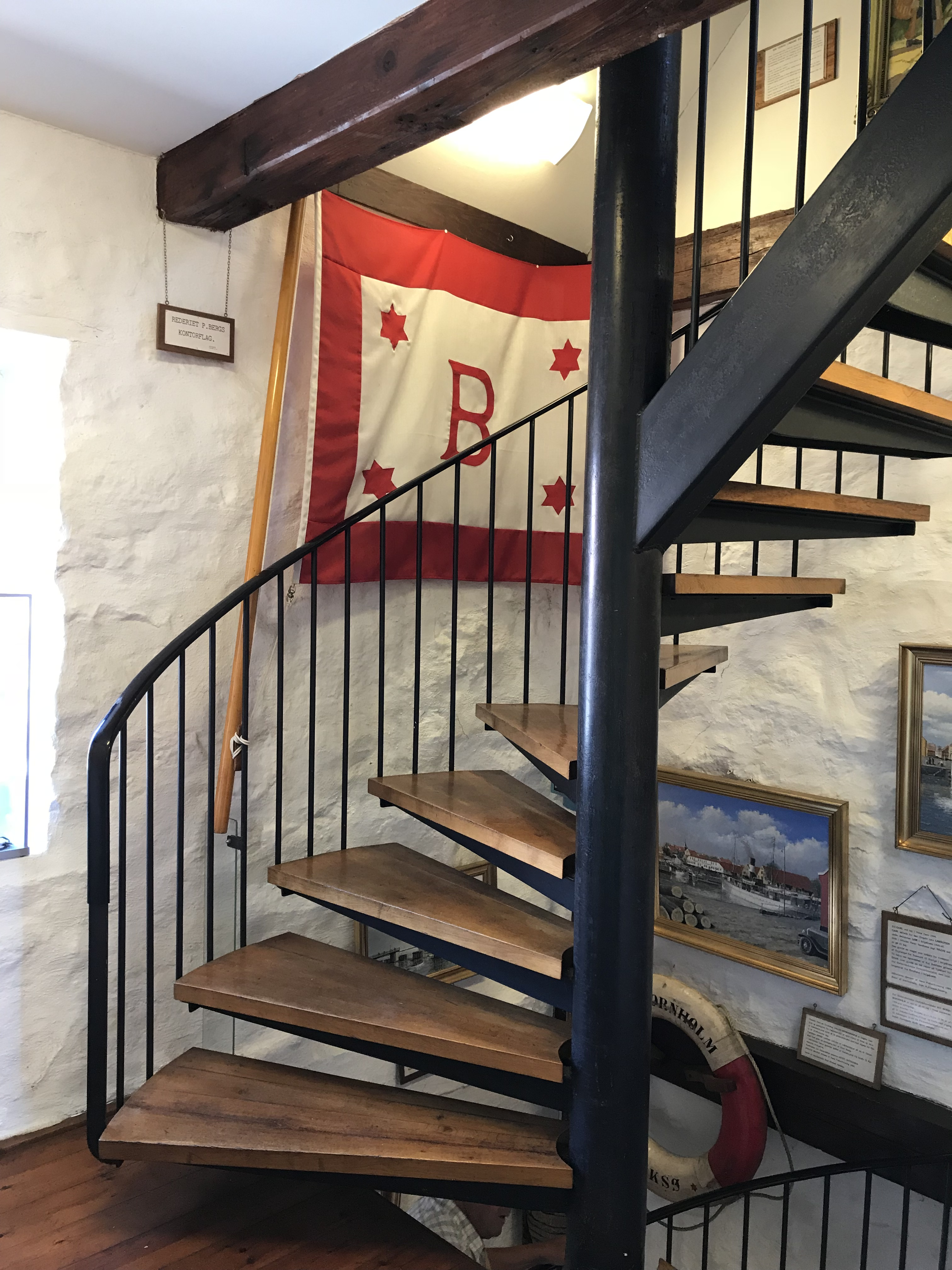
Spiraltrappa
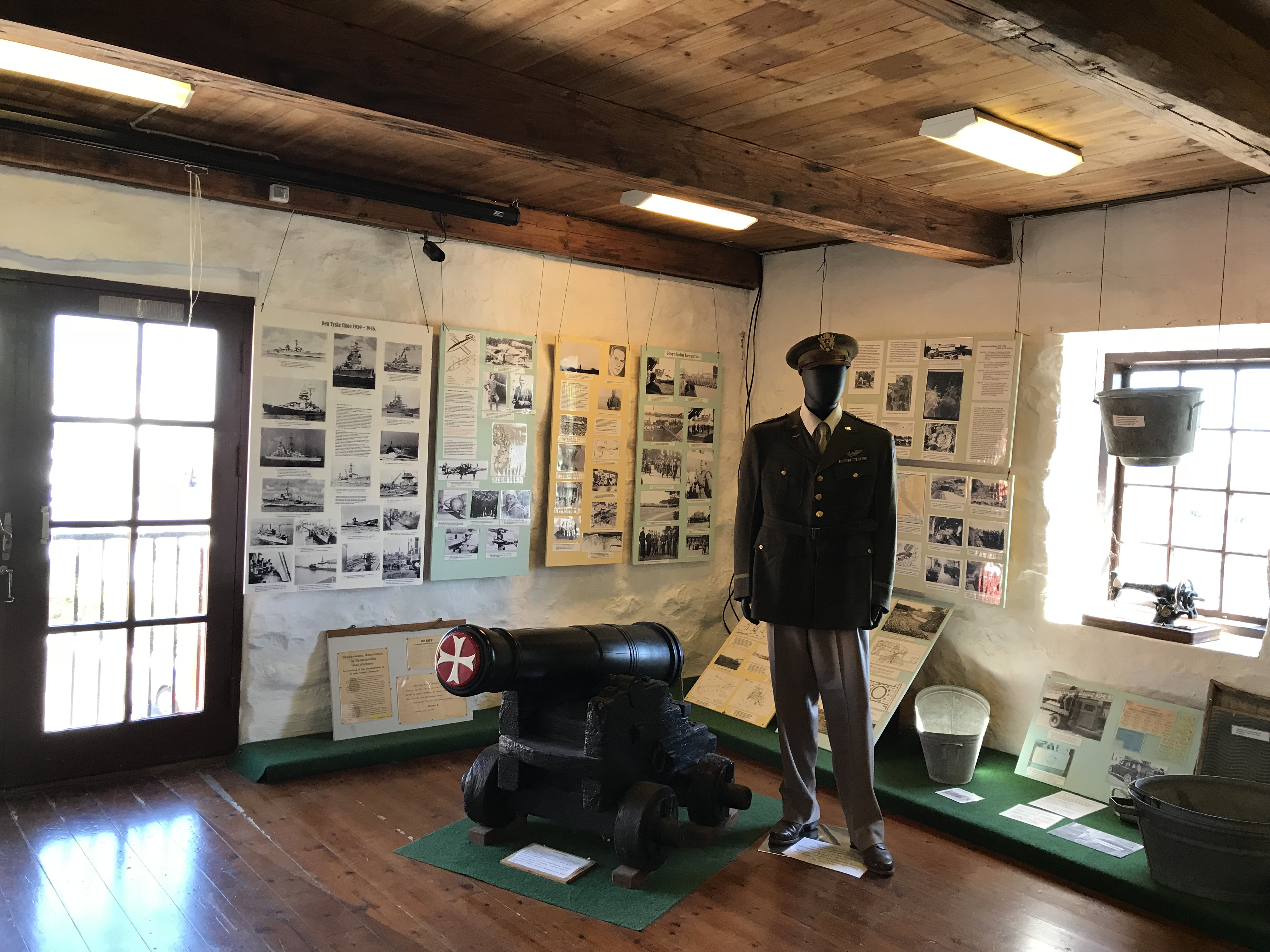
Interiör
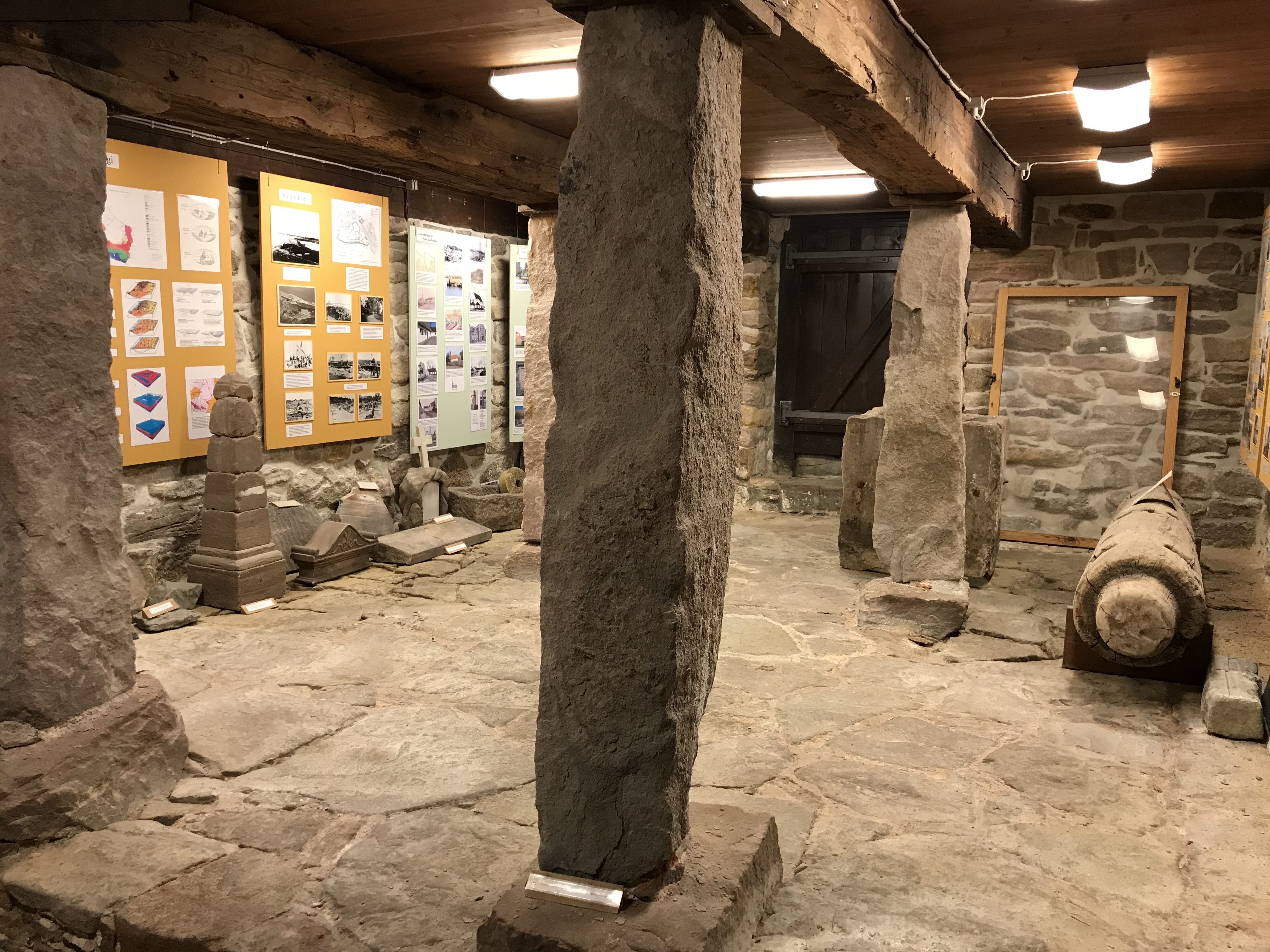
Källaren